# Луїджі Піранделло
Луїджі Піранделло (італ. Luigi Pirandello; 28 червня 1867, Джірдженті (Агрідженто), Сицилія — 10 грудня 1936, Рим) — італійський письменник і драматург. Лауреат Нобелівської премії з літератури 1934 року «за творчу сміливість та винахідливість у відродженні драматургічного й сценічного мистецтва».

## Біографія
Батько був власником сірчаного рудника. Закінчив гімназію в Палермо. Навчався у Римському і Боннському університетах. Літературну діяльність розпочав у 1889 році. З 1890 року жив у Римі. В 1891 році захистив дисертацію з романської філології. У 1925—1928 роках Піранделло був головою римського Художнього театру, де як режисер, ставив власні п'єси, а також п'єси сучасних йому італійських авторів (Массімо Бонтемпеллі, Де Стефані, К. Паволіні та ін) і драматургію зарубіжних авторів.

## Літературна діяльність
У літературу вступив як поет. Видав збірку поезій «Радісний біль» (1889). Перша збірка новел «Любов без кохання» (італ. "Amori senza amore") випустив в 1894 році. Традиції Веризму в збірці «Новели на рік» (1922) поєднуються з прагненням показати внутрішній світ «маленької» людини і його духовний бунт проти безпросвітності життя. Новели ставали пізніше основою деяких п'єс Піранделло.
Головна увага Піранделло спрямована на психологічний аналіз персонажів. Для нього важливі теми непевності всього існуючого та неможливості об'єктивної істини. На думку Піранделло, кожна людина носить «маску», яку, до того ж, постійно змінює, відповідно до обставин та до оточення. Постійний конфлікт між Буттям та Видимістю, який Піранделло помічає в найрізноманітніших ситуаціях, призводить до нігілізму.
У найвідомішому романі Піранделло «Блаженної пам'яті Маттіа Паскаль» (італ. "Il fu Mattia Pascal") 1904) показано протиріччя між соціальною «маскою» та істинним «обличчям» людини, яка живе у сучасному суспільстві. Автор шести романів, включаючи автобіографічний роман «Старі та молоді» (італ. "I vecchi ei giovani"), 1909), роман «Знімається кіно» (італ. "Si gira"), 1915) та інші.

### Драматургія
Першу п'єсу написав у 1910 році, наступна п'єса називалася «Якщо це не так …» (пізніше названа «Право для інших»), її було написано в 1915 році. Сюжети багатьох п'єс Піранделло засновані на раніше написаних ним новелах. У драматургії Піранделло 1910-х років переважають побутові комедії сицилійським діалектом («Ліола», 1916 та інші). Пізніше вони поступаються місцем виконаним парадоксів філософсько-психологічних драм італійською мовою.
На творчість Піранделло вплинула так звана веристська драматургія. У драмі «Шість персонажів у пошуках автора» (італ. "Sei personaggi in cerca d'autore"), 1921) втілено протиріччя між мистецтвом і життям та представлена соціальна трагедія людей, безсилих проти нав'язаної їм «маски». В іншому аспекті та ж проблема поставлена в драмі «Оголені одягаються» (1923), в якій описана святенницька мораль «порядних» людей. Суб'єктивність моралі і відсутність межі між реальністю і ілюзією стверджується в драмах «Кожен по-своєму» (1924) і «Сьогодні ми імпровізуємо» (1930). Тема бунту проти дійсності і створення ілюзорного світу втілюється в драмах «Генріх IV» (італ. "Enrico IV"), 1922), «Життя, яке я тобі даю» (1924).
Заслуга Піранделло як драматурга полягає у вивільненні італійського театру від потужного впливу з Франції. П'єса «Шість персонажів у пошуках автора» заклала підвалини модерного психологічного театру в Італії.

### Новели
Піранделло — визнаний майстер психологічної новели. Особливо відомі його 246 новел з циклу «Новели на рік» (італ. “Novelle per un anno”). Цей цикл Піранделло збирався розширити до 365 новел, на кожен день року, проте план залишився нездійсненним. Події в новелах, як правило, розгортаються в рідній для Піранделло Сицилії. Найчастіше описуються окремі епізоди з життя простих людей. Тематично й стилістично Піранделло розвиває реалістичну традицію, закладену італійським письменником Джованні Верга. Головна тема більшості новел — невизначеність людського існування, криза самоусвідомлення.

## Романи
- L'esclusa — 1901
- Il turno — 1902
- Il fu Mattia Pascal — 1904

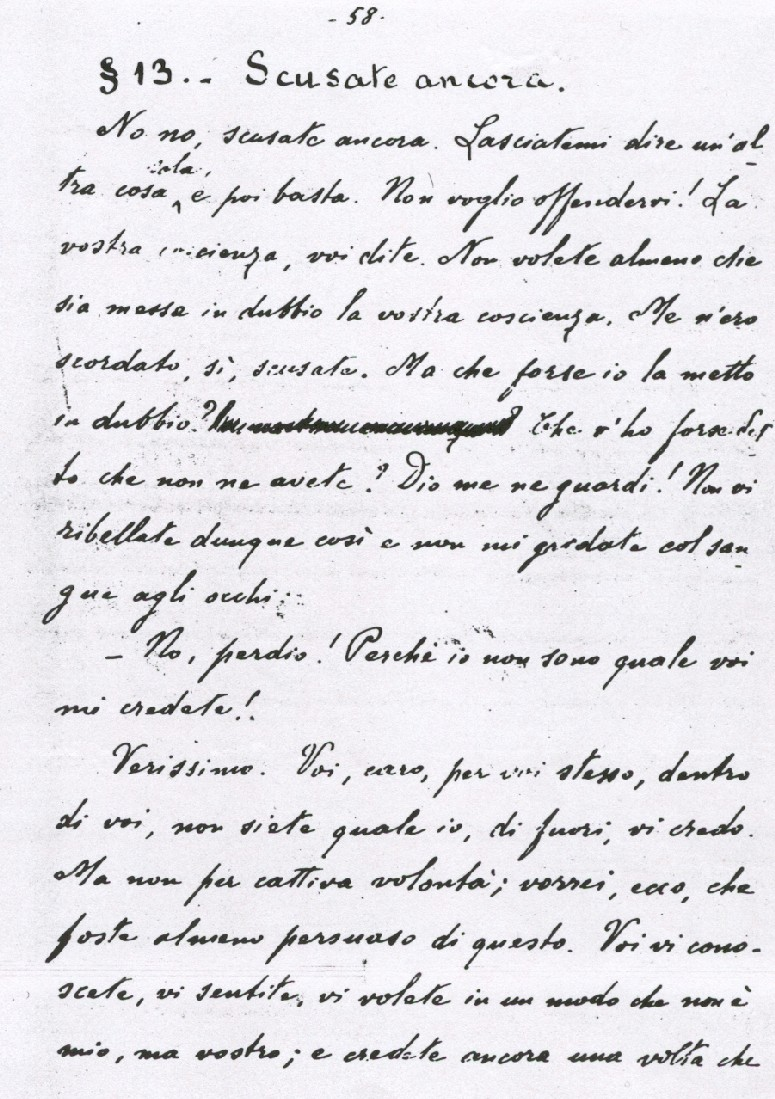
Сторінка із роману «Uno, nessuno e centomila» («Один, ні одного, сто тисяч» (1926)

- Suo marito (Giustino Roncella nato Boggiolo) — 1911
- I vecchi e i giovani — 1913
- Quaderni di Serafino Gubbio operatore — 1925 (1916, перший варіант)
- Uno, nessuno e centomila — 1925

## П'єси
- «Лещата» (1910, т-р «Мета-стаз», Рим) — перша п'єса
- «Право для інших» (1915, т-р «Мандзоні», Мілан)
- «Ліола» (1916, т-р «Арджентіна», Рим)
- «Ковпак з бубонцями» (1917, т-р «Націоналі», Рим)
- «Глечик» (1917, там само)
- «Насолода з чесноти» (1917, т-р «Каріньяно», Турин)
- «Шість персонажів у пошуках автора» (1921. Т-р «Балі», Рим),
- «Генріх IV» (1922, т-р «Мандзоні», трупа Р. Руджері)
- «Оголені одягаються» (1922, т-р «Квірін», трупа мелати, Рим)
- «Дурень» (1922)
- «Це так (якщо вам так здається)» (1917, т-р «Олімпія», Мілан)
- «Життя, яку я тобі даю» (1923, т-р «Квірін», трупа А. Бореллі)
- «Нова колонія» (1928, т-р «Арджентіна»)
- «Лазар», 1929 («Ройял-т-р», м. Хаддерсфілд)
- «Легенда про підміненого сина», 1934 («Ланд-тіетр», м. Брансвік)
- «Сьогодні ми імпровізуємо» (1930, т-р «Ней її шаушпільхауз», Кенігсберг)
- «Як раніше, краще, ніж раніше[it]» (1919, т-р Голдоні, Венеція)
- «Людина, звір і чеснота»

## Збірки поезії
- Mal giocondo, Libreria Internazionale Lauriel, Palermo, 1889
- Pasqua di Gea, dedicata a Jenny Schulz-Lander, di cui si innamorò a Bonn, con una chiara influenza della poesia di Carducci — Libreria Editrice Galli, Milano, 1891
- Pier Gudrò, Voghera, Roma, 1894
- Elegie Renane, il cui modello sono le Elegie Romane di Goethe — Unione Cooperativa Editrice, Roma, 1895
- Elegie Romane (traduzione da Goethe), Giusti, Livorno, 1896
- Zampogna, Società Editrice Dante Alighieri, Roma, 1901
- Scamandro, Tipografia Roma, Roma, 1909
- Fuori di chiave, Formiggini, Genova, 1912

## Вибрані твори
- Opere, v. 1–6. — Milano, 1956—1960.

## Україномовні видання творів Піранделло

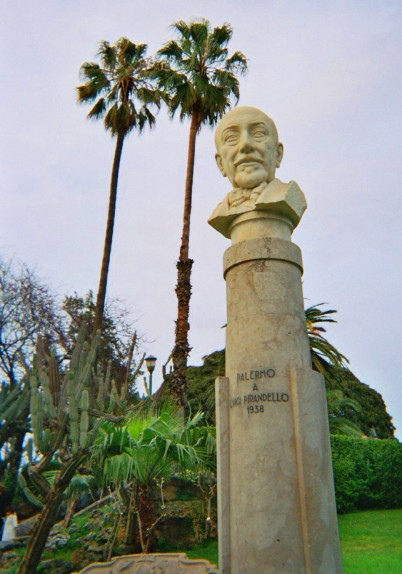
Бюст Луїджі Піранделло в Палермо

Піранделло українською перекладали Галина Бережна, Лесь Танюк, Віталій Радчук, Анатоль Перепадя, Володимир Чайковський, Олена Поманська, І. Василенко, В. Шиманський, М. Прокопович.
- Блаженної пам'яті Маттіа Паскаль: Роман /З італ. перкл. Г. Бережна. Оповідання. Передм. О. Пахльовської. Художник Ю. П. Шейніс. — К.: Дніпро, 1991. — (Серія «Зарубіжна проза ХХ століття»)
- П'єси/Оповідання. — Львів: ВНТЛ-Класика, 2006. — 335 с.
- «Старі й молоді». — Львів: Апріорі, 2025, 456 с. ISBN 978-617-629-925-7. Переклала Мар'яна Прокопович

ОПОВІДАННЯ
- Чорний шаль. Переклав Л. Танюк
- Шлюбна ніч. Переклав В. Радчук
- Щасливці. Переклав А. Перепадя
- Віяло. Переклав А. Перепадя
- В самісіньке серце. Переклав А. Перепадя
- Як заведено у порядних людей. Переклав А. Перепадя
- Дурень. Переклав В. Чайковський
- Три думки горбатої. Переклала О. Поманська
- Посвист поїзда. Переклав В. Радчук
- У тиші. Переклав Л. Танюк
- Тісний фрак. Переклав А. Перепадя
- Певні обов'язки. Переклала І. Василенко
- Хто спокутує? Переклав В. Чайковський
- Вчора й сьогодні. Переклав В. Чайковський
- Донна Мімма. Переклав Л. Танюк
- Канделора. Переклав Л. Танюк
- У готелі помер… Переклав В. Шиманський
- П'єси / Оповідання. Перекл. з італ. Мар'яни Прокопович. — Львів: ВНТЛ-Класика, Італійський інститут культури в Україні, 2006.
- Нікола Франко Баллоні. Піранделло у пошуках українського театру.
- Nicola Franco Balloni. Pirandello alla ricerca del teatro ucraino.

П'ЄСИ
- Шестеро персонажів у пошуках автора, Комедія, яку ще треба написати.
- Генріх IV. Трагедія у трьох діях.
- Як раніше, краще, ніж раніше. Комедія у трьох діях.

ОПОВІДАННЯ
- Труна на потім
- Краплина вина
- Смерть на плечі
- Один день
- Блаженної пам'яті Матіа Паскаль. Роман. П'єси. Перекл. з італ. Мар'яни Прокопович та Галини Бережної. — Харків: Фоліо; Інститут літератури ім. Т. Г. Шевченка Національної Академії наук, 2008. — (Серія «Бібліотека світової літератури»).
- Оксана Пахльовська. Піранделло: втеча з хаосу — в хаос.
- Блаженної Пам'яті Маттіа Паскаль. Роман. Переклад Галини Бережної

П'ЄСИ. Переклад Мар'яни Прокопович
- Шестеро персонажів у пошуках автора. Комедія, яку ще треба написати
- Генріх IV. Трагедія у трьох діях
- Як раніше, краще, ніж раніше. Комедія у трьох діях

В ІНТЕРНЕТІ
- П'єси

Посвідчення. Комедія на один акт [Архівовано 13 березня 2012 у Wayback Machine.]